# ديوان فوقاني
ديوان فوقاني (بالكردية: Dêwê Jorin‏) هي قرية سوريّة تتبع إداريّاً لمحافظة حلب منطقة عفرين ناحية جنديرس. بلغ تعداد سكانها 208 نسمة حسب التعداد السكاني لعام 2004، و594 نسمة حسب قيود السجل المدني لنهاية عام 2005.